# أندرياس باور (متزلج قفز)
أندرياس باور (بالألمانية: Andreas Bauer)‏ هو متزلج قفز ألماني، ولد في 21 يناير 1964 في أوبرستدورف في ألمانيا.

## وصلات خارجية
- أندرياس باور على موقع الاتحاد الدولي للتزلج (القفز التزلجي) (الإنجليزية)
- أندرياس باور على موقع أوليمبيديا (الإنجليزية)